# Deadline Hollywood
Deadline Hollywood, ook wel bekend als Deadline, is een nieuwswebsite die in 2006 door Nikki Finke is opgericht als de nieuwsblog Deadline Hollywood Daily. De site wordt meerdere keren per dag bijgewerkt, met nieuws uit de entertainmentindustrie als focus. Het is een merk van Penske Media Corporation sinds 2009.

## Geschiedenis
Deadline is opgericht door Nikki Finke, die in juni 2002 begon met het schrijven van een columnreeks in LA Weekly genaamd Deadline Hollywood. Ze begon in maart 2006 met het blog Deadline Hollywood Daily (DHD) als een online versie van haar column. Ze lanceerde het officieel als een entertainmenthandelswebsite in 2006. De site werd in 2009 een van de meest gevolgde websites van Hollywood. In 2009 verkocht Finke Deadline aan Penske Media Corporation (toen Mail.com Media) voor een bedrag van zeven cijfers. Finke kreeg ook een arbeidscontract van meer dan vijf jaar dat volgens de Los Angeles Times "miljoenen dollars" waard was, evenals een deel van de inkomsten van de site. In september 2009 werd de URL gewijzigd in deadline.com en werd de naam van de site Deadline Hollywood.
De publicatie breidde zich in 2010 uit naar New York met de aanwerving van Variety-verslaggever Mike Fleming jr. als de nieuwe Deadline New York-redacteur, Financial Times-redacteur Tim Adler om Deadline London te leiden en Nellie Andreeva voor de televisieverslaggeving van de site. als "co-hoofdredacteuren, TV". Finke bleef de redacteur van Deadline Hollywood tot november 2013, toen ze vertrok na een jarenlange onenigheid tussen haarzelf en Penske, die Variety een concurrerend vakblad en website had gekocht.